# ボーロレ
ボーロレ（イタリア語: Borore）は、イタリア共和国サルデーニャ自治州ヌーオロ県にある、人口約2,100人の基礎自治体（コムーネ）。

## 地理

### 位置・広がり

#### 隣接コムーネ
隣接するコムーネは以下の通り。括弧内のORはオリスターノ県所属を示す。
- アイドマッジョーレ (OR)
- ビーロリ
- ドゥアルキ
- マコメール
- ノルベッロ (OR)
- サントゥ・ルッスルジュ (OR)
- スカーノ・ディ・モンティフェッロ (OR)